# Palicourea macrobotrys
Palicourea macrobotrys là một loài thực vật có hoa trong họ Thiến thảo. Loài này được (Ruiz & Pav.) Schult. mô tả khoa học đầu tiên năm 1819.